# Floridiscrobs
Floridiscrobs is een geslacht van weekdieren uit de klasse van de Gastropoda (slakken).

## Soort
- Floridiscrobs dysbatus (Pilsbry & McGinty, 1949)